# Мюгельн
Мюгельн (нім. Mügeln) — місто в Німеччині, розташоване в землі Саксонія. Входить до складу району Північна Саксонія.
Площа — 54,95 км2. Населення становить 5855 ос. (станом на 31 грудня 2020).

## Відомі уродженці та жителі
- Християн Георг Шморль (1861 — 1932) — німецький лікар та патолог.

## Галерея

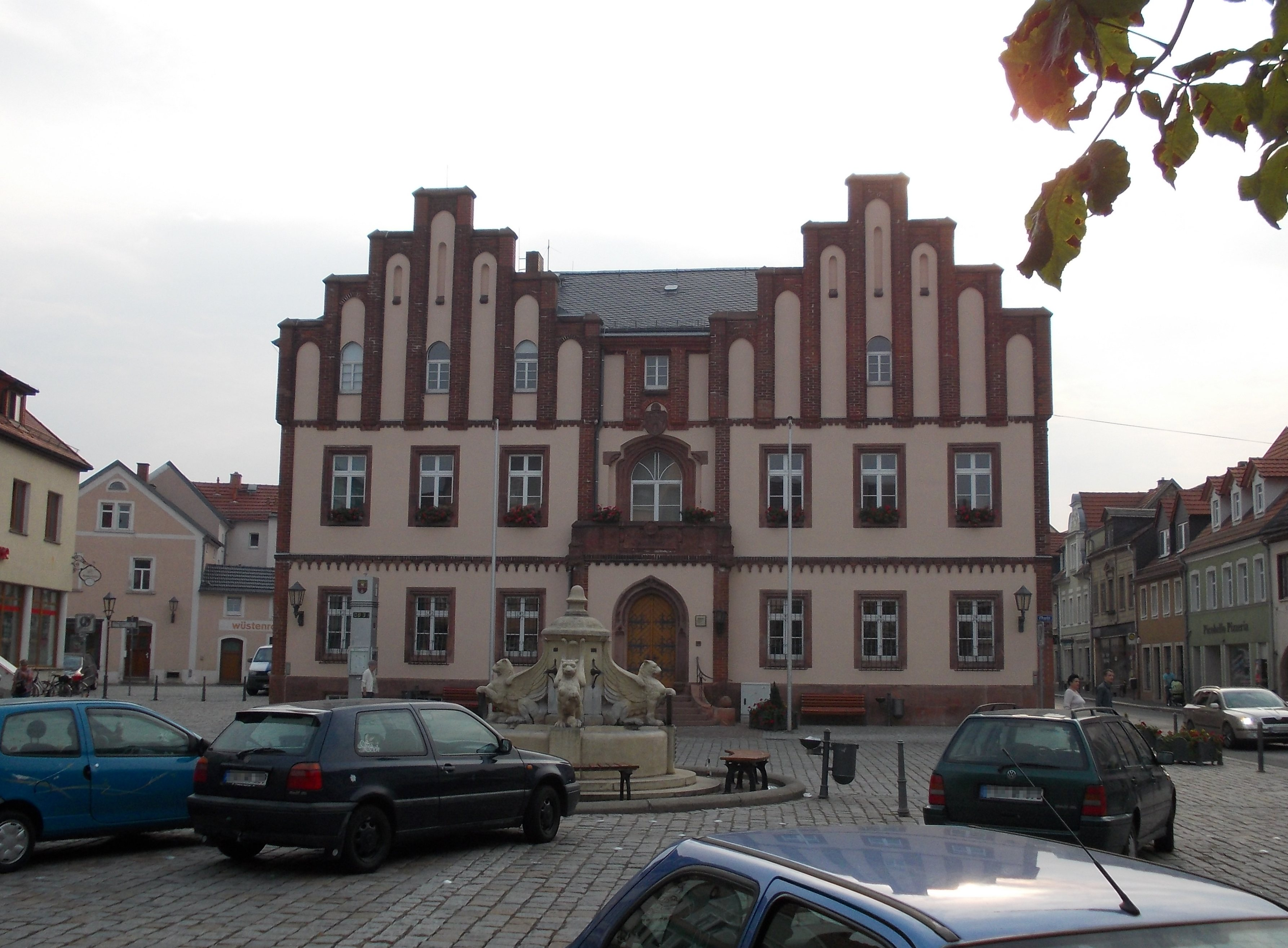
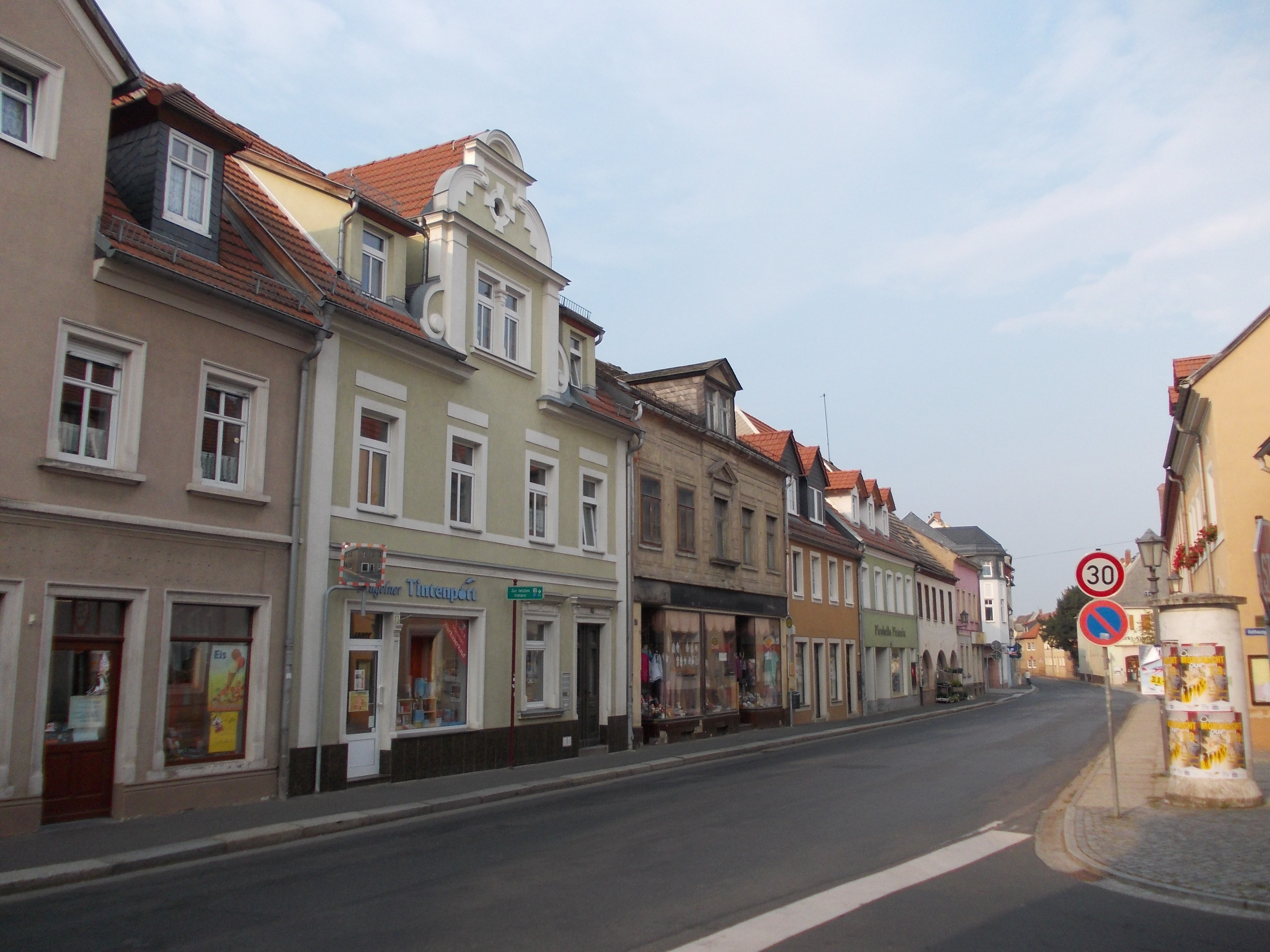
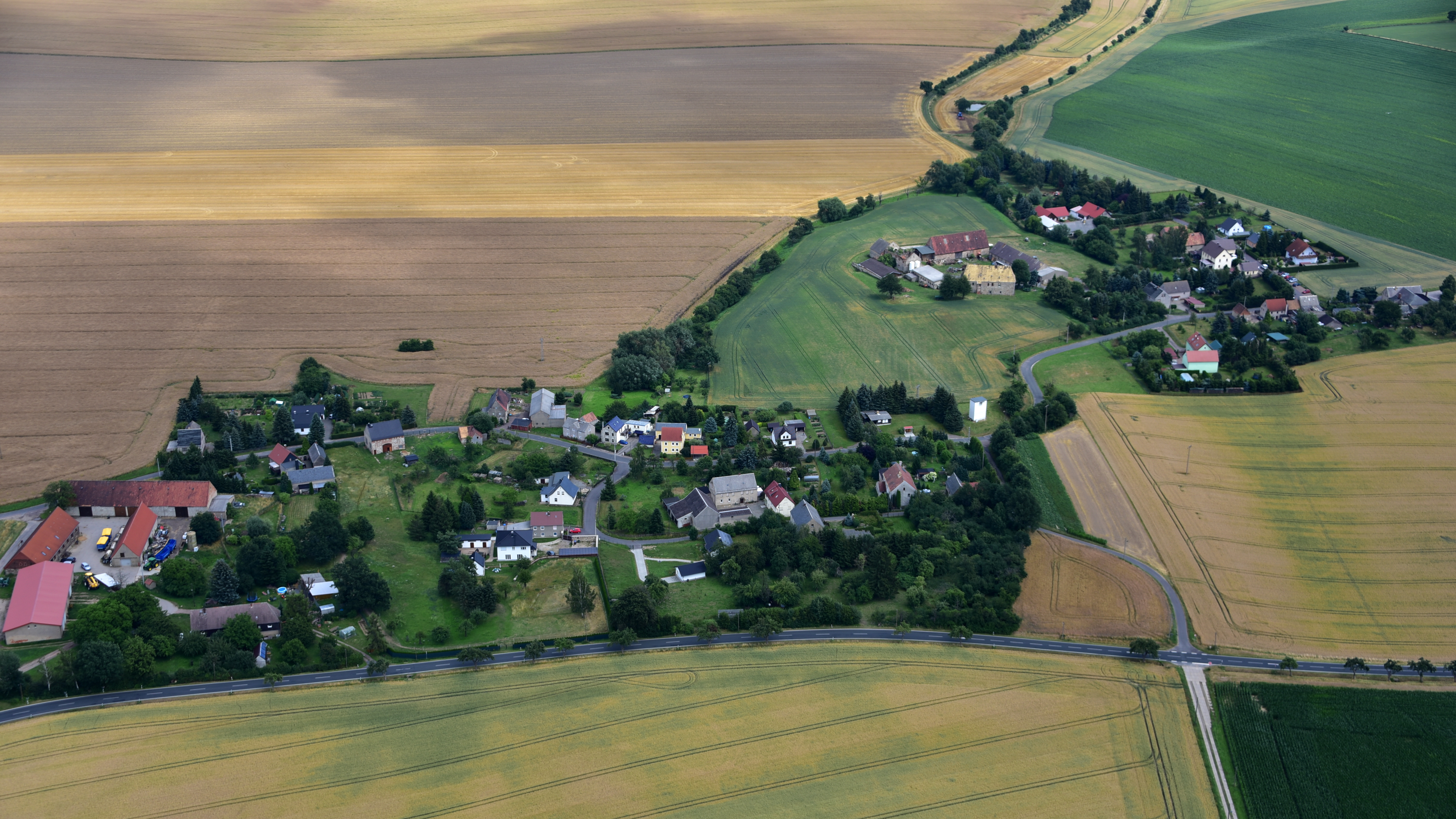
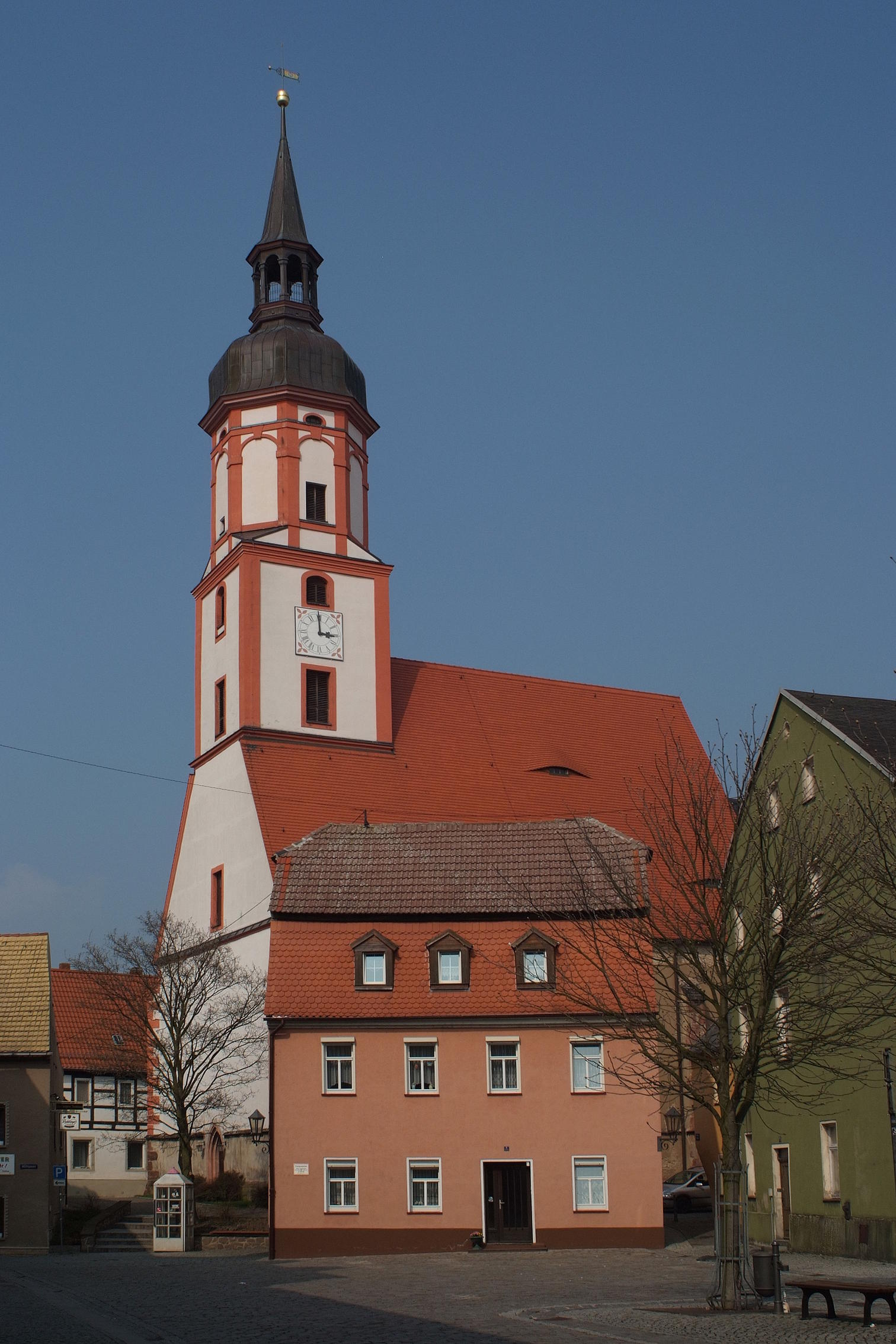
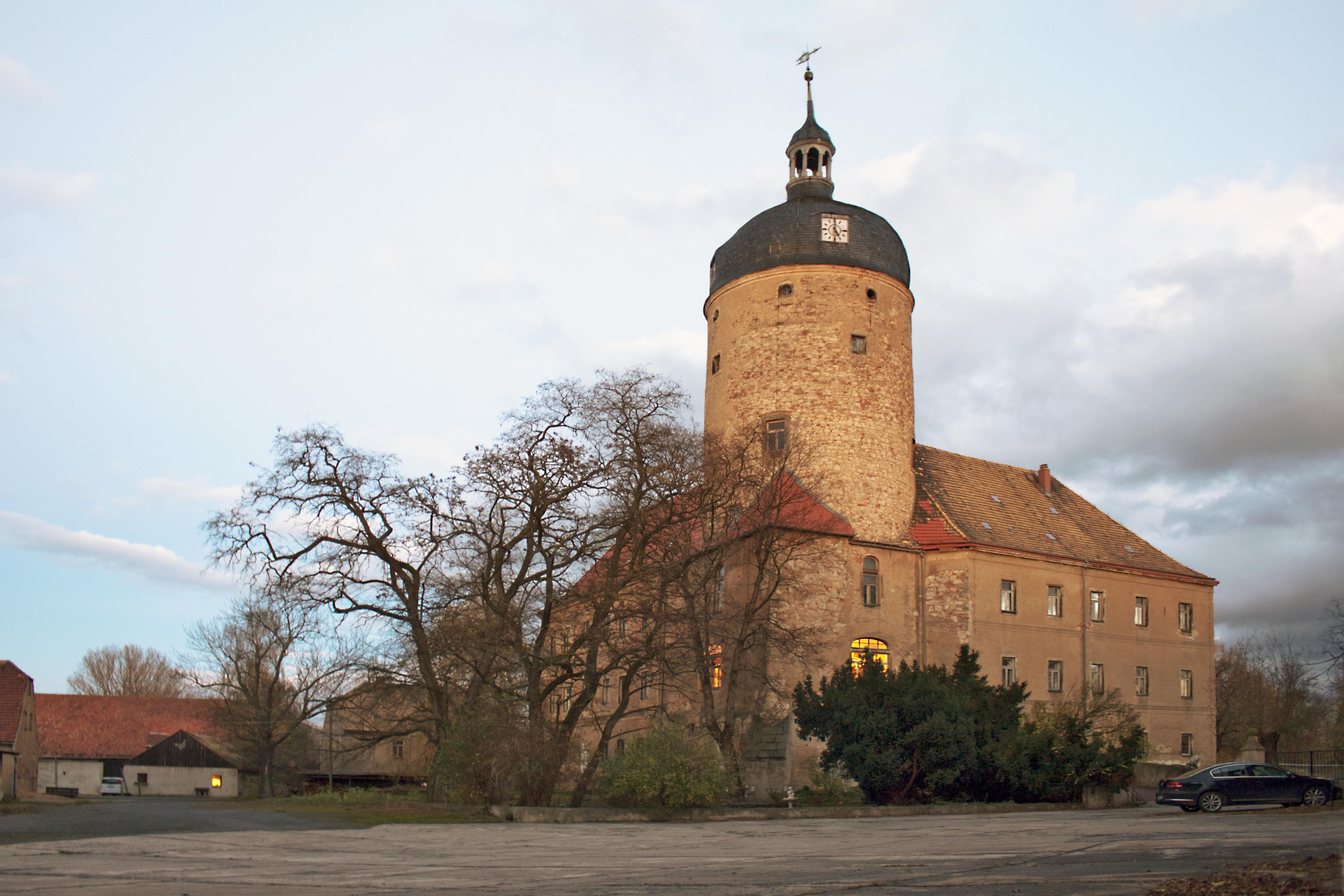